# لين ماير
لين ماير (بالألمانية: Lyn Meyer)‏ (21 نوفمبر 1994 في ألمانيا - ) هي لاعبة كرة قدم ألمانية في مركز الهجوم. لعبت مع لوكوموتيف لايبزيغ ونادي فولفسبورغ للسيدات وFFV Leipzig ‏ وتوربينه بوتسدام.

## وصلات خارجية
- لين ماير على موقع قاعدة بيانات كرة القدم.إي يو (الإنجليزية)
- لين ماير على موقع بيانات كرة القدم. دي إي (الألمانية)
- لين ماير على موقع Soccerway.com (الإنجليزية)
- لين ماير على موقع عالم كرة القدم.نت (الإنجليزية)